# Мойзес, Александр
Алекса́ндр Мо́йзес (словац. Alexander Moyzes; 4 сентября 1906, Клостер-Кюхорн, Австро-Венгрия, ныне Клаштор под Зниевом, Словакия — 20 ноября 1984, Братислава, Чехословакия, ныне Словакия) — словацкий органист, дирижёр, композитор и педагог.

## Биография
Александр Мойзес родился в семье композитора и педагога Микулаша Мойзеса (словац. Mikuláš Moyzes; 1872—1944). Окончил Братиславскую консерваторию. В 1925—1929 годах учился в Пражской консерватории у Рудольфа Карела, Отакара Шина (композиция), Отакара Острчила (дирижирование). В 1928-1930 совершенствовался у Витезслава Новака. С 1929 года преподавал в Высшей школе исполнительского искусства Братиславе, с 1949 года — профессор, в 1965—1971 годах — ректор. В 1937—1948 работал главным музыкальным редактором Братиславского Радио. В 1969—1970 годах — председатель Союза словацких композиторов. Выступал в печати как музыкальный критик. Занимался обработкой словацких народных песен; писал музыку для театра и кино.
Среди его учеников Владимир Боке, Дезидер Кардош, Павел Кршка и Жозеф Сикста.

## Сочинения
- симфония № 1 (1927)
- симфония № 2 (1932, 2-я редакция 1941)
- симфония № 3 (1937)
- симфония № 4 (1941, 2-я редакция 1947)
- симфония № 5 «Памяти дорогого отца» (1948)
- симфония № 6 «Пионеры» (1950)
- симфония № 7 (1957)
- симфония № 8 (1968–69)
- симфония № 9 (1971)
- симфония № 10 (1977–78)
- симфония № 11
- симфония № 12
- симфоническая увертюра № 1 (1929)
- симфоническая увертюра № 2 (1934)
- драматическая увертюра «Никола Шугай» (1934)
- сюита «Вниз по реке Вага» (1935-45)
- «Три музыкальных эскиза о Братиславе»
- симфоническая поэма «Друзья Яношека»
- симфоническая поэма «Танцы с Тройской долины»
- «Февральская увертюра»
- концертино для фортепиано с оркестром (1939)
- квинтет для медных духовых инструментов
- струнный квартет
- квартет для деревянных духовых инструментов
- пьеса для фортепиано
- сценическая кантата «Святоплук» (1935)
- сценическая кантата «Алая заря — новая деревня» (1949)
- кантата «Демонтаж» (1959, вторая редакция — «Балладная кантата»)
- цикл песен с оркестром «Дорога» (1932-42)

## Награды
- 1956 — Государственная премия ЧССР им. К. Готвальда (кантата «Демонтаж»)
- 1966 — Народный артист ЧССР